# Sint-Antoniuseiland
Het Sint-Antoniuseiland, ook wel Eiland St. Antonie, en soms abusievelijk (Grote) Griend genoemd, is een voormalig eiland in de rivier de Maas in de Nederlandse stad Maastricht. Hoewel onbewoond en zonder vaste oeververbinding, had het eiland in de loop der eeuwen diverse functies voor de stedelingen en hun veiligheid. Het eiland werd in het kader van de Maasverbetering van 1884 tot 1895 grotendeels afgegraven. Een klein deel bleef behouden en werd bij het vasteland gevoegd, het huidige Griendpark.

## Naam

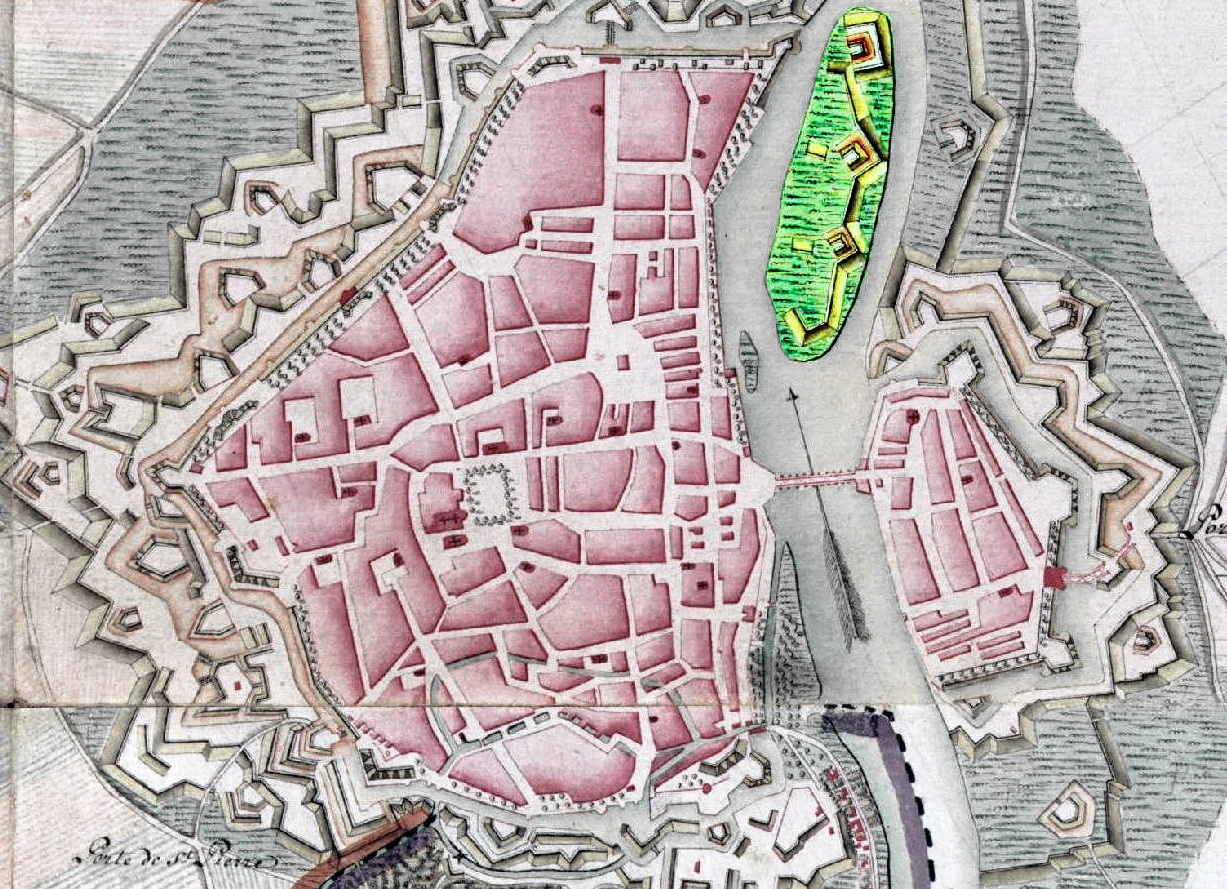
Maastricht en het Sint-Antoniuseiland (groen gemarkeerd) op de Ferrariskaart, 1775

Het Sint-Antoniuseiland is genoemd naar de heilige Antonius van Egypte (ca. 251-356), ook wel Sint-Antonius abt genoemd, een populaire middeleeuwse heilige, die de patroonheilige was van de antonieten. Deze kloosterorde had in Maastricht sinds de vroege dertiende eeuw een vestiging, het omstreeks 1850 verdwenen Antonietenklooster. Het vlakbij gelegen eiland in de Maas behoorde tot hun kloostergoederen. 
De Griend en het Griendpark, eveneens in Sint Maartenspoort, zijn sinds 1997 genoemd naar een oudere benaming voor het eiland. Een griend is een stuk land in of aan het water, vaak zandig of kiezelachtig en met rijshout begroeid.

## Ligging, afmetingen

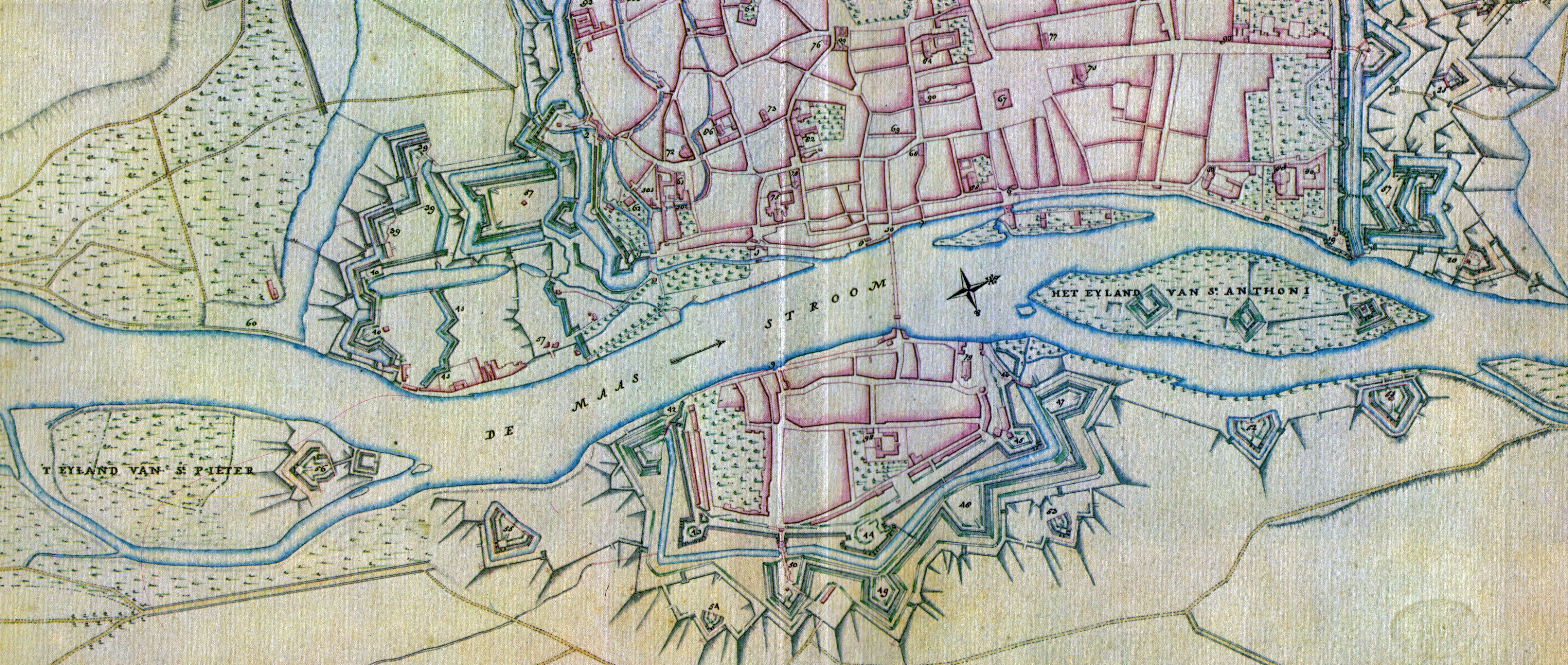
Eilanden in de Maas te Maastricht. Links het "Eyland van St. Pieter"; rechts het "Eyland van St. Anthoni" met het Maasmoleneiland en de Kleine Griend. Uiterst links en rechts delen van andere Maaseilanden (Hattinga, 1753)

Het Sint-Antoniuseiland lag midden in de rivier de Maas, in het noordelijk deel van het middeleeuwse Maastricht. Daarbij moet worden aangetekend dat de Maasoevers voor 1900 verder uit elkaar lagen. De rechter oever lag ter plekke van de Franciscus Romanusweg. Het eiland maakte geen deel uit van de ommuurde stad, maar wel van de vestingwerken. Als laatste verdedigingswerk werd hier in 1753 het Aylvabastion gebouwd, dat na de opheffing van de vesting op 29 mei 1867 in 1884 zou worden afgebroken.
Het Sint-Antoniuseiland had de vorm van een bolle lens, een langgerekte, geaccidenteerde, bijna puntige ellips. De zuidelijke punt van het eiland lag ter hoogte van de Molenpoort, ongeveer op gelijke hoogte met het begin van de strekdam bij de huidige Wilhelminabrug. De noordelijke punt reikte tot voorbij de noordelijke stadsmuur, bijna tot aan de negentiende-eeuwse Spoorbrug. Het eiland was circa 750 meter lang met een maximale breedte van circa 100 meter. De oppervlakte bedroeg ongeveer 4 hectare. Feitelijk had het eiland min of meer dezelfde vorm en dezelfde afmetingen als de huidige Griend in Wyck; alleen lag het circa 60-70 m naar het westen.

### Andere eilanden in de Maas
Ten zuidwesten van het Sint Antoniuseiland lagen in de achttiende en negentiende eeuw twee kleinere eilanden, de Grote en Kleine Griend. Aanvankelijk door een smalle geul van elkaar gescheiden, waren ze reeds in de vroege negentiende eeuw door dichtslibbing van de scheidingsgeul verbonden. Op oudere (vesting)kaarten zijn de Kleine en Grote Griend vaak niet ingetekend. De eilanden lagen parallel aan de Van Hasseltkade, op de plek van de huidige Maaspromenade. De Kleine Griend lag ongeveer ter plekke van de huidige aanlegsteigers van de rondvaartboten van de rederij Van Stiphout (Maasboulevard 58a), de Grote Griend ten noorden daarvan. 
In 1705 bouwde men aan de zuidwestzijde van de Grote Griend, iets ten noorden van de Hoenderstraat, de zogenaamde Maasmolen. Na de aanleg van het Kanaal Luik-Maastricht (1845-1850) noemde men de Grote Griend Maasmoleneiland. Van de Maasmolen liep toen ook een Maasmolendijk naar het Bassin. De Kleine Griend bleef onaangeroerde 'wilde' natuur en behield haar naam. 
Ten zuiden van Maastricht lagen rechts en links van de vaargeul nog twee Maaseilanden, die bij de heerlijkheid Sint Pieter hoorden. Het eiland rechts van de hoofdgeul, ter plekke van het huidige Gouvernement aan de Maas is wel aangeduid als 'eiland van Sint Pieter', ook wel (Grote) Varkensweerd. Hier lag het vestingwerk Fort Randwijk. Het zuidelijke, stroomopwaarts gelegen natuurgebied de Kleine Weerd is er nog een restant van. 
Iets zuidelijker was er links van de vaargeul, nóg een eiland, dat eveneens soms als 'eiland van Sint Pieter' werd aangeduid. Dit was het (Kleine) Varkensweertje, waarvan de noordelijke punt ongeveer ter hoogte van de Bergweg lag, en de zuidelijke ongeveer ter hoogte van de school. Aan de noordzijde bevindt zich anno 2020 de Sint Pietersluisweg en de jachthaven Sint Pieter.
Al deze eilanden zijn in de loop van de negentiende of twintigste eeuw verdwenen, ofwel door riviererosie en verlanding, ofwel door kanalisatie. De dichtgeslibde Maasarm bij de Varkensweerd werd in de jaren 1980 uitgegraven, waardoor opnieuw een eiland ontstond. Hierop is een deel van het provinciehuis gebouwd.

## Geschiedenis

### Quarantaine-eiland
Een van de oudste berichten over het Sint-Antoniuseiland dateert uit de late veertiende eeuw en heeft betrekking op grindwinning in dit gebied. In de Maastrichtse stadsrekeningen is terug te vinden dat in 1399 "kieselinc" werd aangevoerd vanaf de "Gryent", ten behoeve van het werk aan de Wycker stadswal bij de Oeverwal.
In 1403 schonk hertogin Johanna van Brabant het eiland aan het Antonietenklooster, met de bepaling dat de antonieten na haar dood missen moesten opdragen voor haar zielenheil. De schenking werd in 1420 door Jan IV van Brabant bevestigd, op voorwaarde dat er ook missen voor de in 1415 gesneuvelde hertog Anton van Bourgondië zouden worden opgedragen. Juridisch behoorde het eiland toe aan de Vroenhof.
Tijdens epidemieën deed het Sint-Antoniuseiland dienst als quarantaineplaats voor pestlijders, naast het pesthuis bij de Helpoort. Tussen het eiland en de vaste wal werd dan een schipbrug gelegd en er werden tijdelijke hutten opgericht. Het verzorgen van pestlijders hoorde traditioneel bij de taak van de antonieten, hoewel daar in Maastricht nooit veel van is gebleken. Meestal waren het de cellebroeders die die taak op zich namen. Tussen 1471 en 1669 werden in Maastricht 38 pestepidemieën geregistreerd. In 1641 werden op het eiland gevluchte Luikse soldaten geïnterneerd, mogelijk uit besmettingsangst.
De oudst bekende afbeelding van het eiland is te zien op het vogelvluchtpanorama van Maastricht, dat de Maastrichtse kanunnik Simon de Bellomonte omstreeks 1570 tekende en dat in 1575 gepubliceerd werd in het tweede deel van de atlas Civitates orbis terrarum van Braun & Hogenberg. De Bellomonte tekende een langgerekt, groen eiland in de Maas, waarop een tweetal vrouwen(?) de was heeft uitgespreid om te bleken in de zon. Links achter het eiland zijn enkele schipmolens te zien. Van het Maasmoleneiland en de Kleine Griend is hier nog niets te zien.
Van belang is dat het eiland buiten de stadsmuren lag, wat inhield dat een ieder die het eiland bezocht – om de was te bleken, om te vissen of om er in het gras te liggen – er te allen tijde op bedacht moest zijn om zich op tijd te melden bij een der stadspoorten, voordat die werden afgesloten. De dichtstbijgelegen waterpoorten, eigenlijk niet meer dan poternes, waren de Molenpoort en de Veerlinxpoort, beide te zien op het panorama van Bellomonte. De Maastrichtse amateurhistoricus Martinus van Heylerhoff (1776-1854) opperde dat laatstgenoemde poort haar naam ontleende aan een veerboot die daar vandaan naar het Sint-Antoniuseiland voer. Noordelijker waren nog zeker vier poternes in de stadsmuur langs de Maas, die korte of langere tijd in gebruik zijn geweest. Zo lag bij het Antonietenklooster de Sint-Antoniuspoort ("Sint-Thonis Maseport"), die in 1485 uit veiligheidsoverwegingen werd dichtgemetseld.

### Vestingeiland
In de zestiende eeuw werd een begin gemaakt met de bouw van buitenwerken, waardoor de stad in de eeuwen daarna steeds meer ingekapseld raakte. Het is niet bekend wanneer de eerste vestingwerken op het Sint-Antoniuseiland werden aangelegd. In de eerdergenoemde atlas Civitates orbis terrarum staat een plattegrond van Maastricht, die de vestingwerken weergeeft zoals die omstreeks 1565 bestonden. Op de noordelijke punt van het Sint-Antoniuseiland is een min of meer vierkante schans te zien, de keel gericht naar het zuiden. Aan de linkerflank sluit een borstwering aan, die zich bijna over de gehele lengte van het eiland uitstrekt. Opmerkelijk is dat op het omstreeks dezelfde tijd tot stand gekomen panorama niets van deze verdedigingswerken te zien is. Op diverse plattegronden van het beleg van 1579 blijkt de schans op elk van de vier hoeken voorzien te zijn van een bastion, maar bij het beleg van 1632 lijken die toevoegingen weer ongedaan gemaakt.
Na de inname van Maastricht door Lodewijk XIV (1673-1678) maakte de bekende vestingbouwer Vauban plannen voor de verbetering van de verdedigingswerken. Daarvan werd slechts een klein deel uitgevoerd, waaronder de vervanging van de schans op het Sint-Antoniuseiland door drie diagonaal geplaatste redoutes, waarvan alleen de meest noordelijke bemuurd was. Alle redoutes waren voorzien van grachten, bedekte wegen en een glacis Tevens kwam er een redan, dat in tijden van oorlog dekking moest geven aan de schipbrug naar het vasteland. Dat het eiland in deze periode niet alleen een militair nut had, blijkt uit het feit dat in 1713 zowel de Vrede van Utrecht als de benoeming van Daniël van Dopff tot gouverneur van Maastricht gevierd werd met een groots vuurwerk op het Sint-Antoniuseiland.

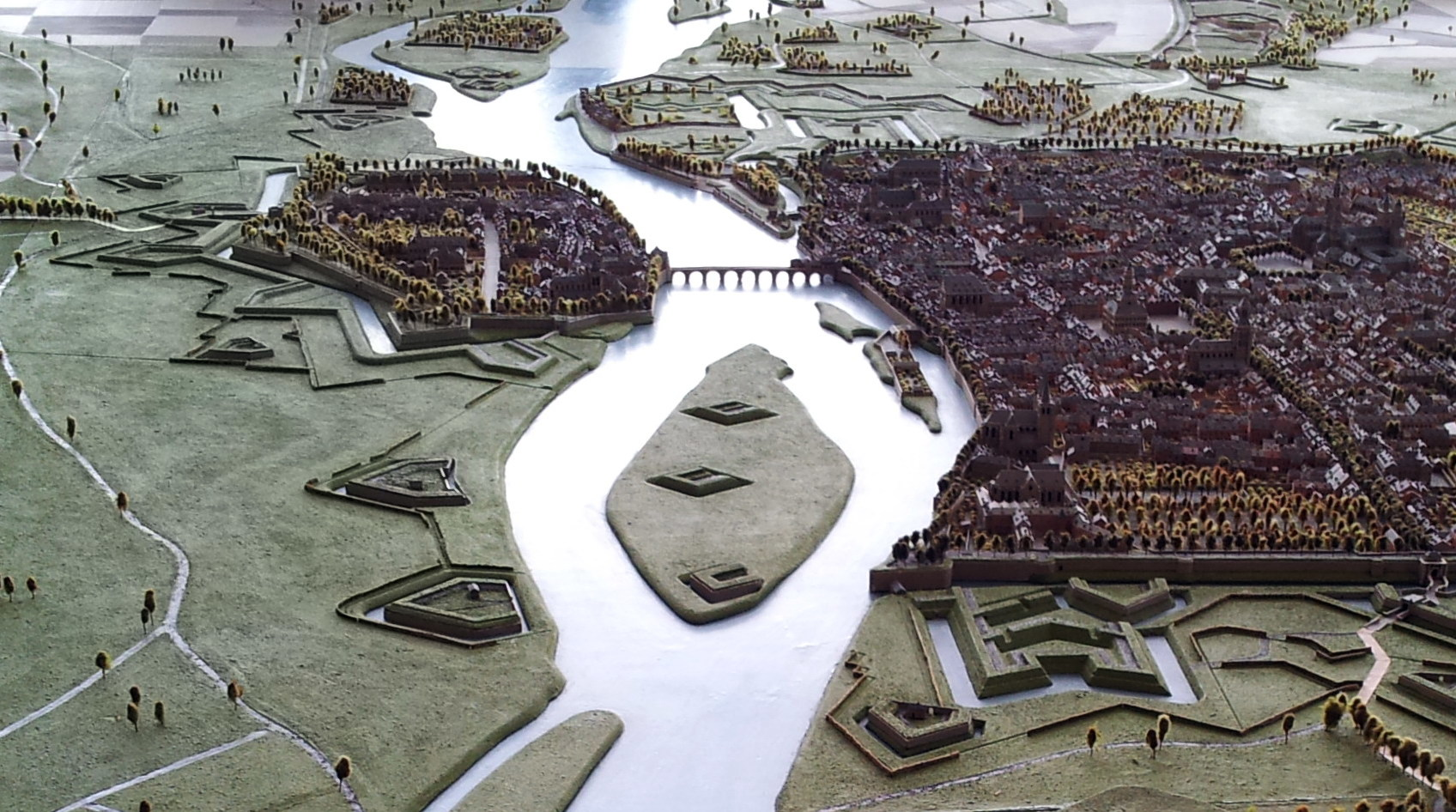
Het Sint-Antoniuseiland gezien vanuit het noorden op de kopie van de maquette van Maastricht, ca. 1750/1977

In 1748 lagen de Fransen opnieuw voor de poorten van Maastricht. Tijdens de belegering door Maurits van Saksen waren de fortificaties op het Sint-Antoniuseiland voorzien van negen stuks zwaar geschut: drie drieponders en zes coehoornmortieren. Tijdens de korte bezetting brachten de Fransen de stad in kaart en bouwden aan de hand daarvan de bekende maquette van Maastricht. Op dit schaalmodel van de vesting – en de tussen 1974 en 1977 vervaardigde kopie in het Centre Céramique te Maastricht – zijn de drie redoutes op het eiland duidelijk te herkennen. Vier jaar na het vertrek van de Fransen werd de noordelijke redoute vervangen door een bastion, ontworpen door de directeur der fortificaties, Pieter de la Rive (1694-1771). Het bastion werd vernoemd naar Hobbe Esaias van Aylva, gouverneur van Maastricht van 1749 tot 1772. Van het bastion waren slechts enkele delen bemuurd. Het was voorzien van een kruitkelder onder de linkerflank en een langgerekte kazemat onder de rechterflank.
In 1772 presenteerde de vestingbouwer Carel Diederik du Moulin (1727-1793) zijn "grote project" voor een algehele vernieuwing van de vestingwerken van Maastricht. Van de gerealiseerde en bewaard gebleven delen is de Linie van Du Moulin in de Hoge Fronten het bekendst. Voor het Sint-Antoniuseiland betekende het plan een ingrijpende verbouwing van het bastion Aylva. De laatste wijzigingen aan het bastion vonden plaats in 1856, naar aanleiding van de bouw van de Spoorbrug Maastricht van de Aken-Maastrichtsche Spoorweg-Maatschappij. De aanpassingen moesten ervoor zorgen dat de brug onder vuur genomen kon worden.
Op tekening en aquarellen uit de achttiende en negentiende eeuw zijn de vestingwerken op het Sint-Antoniuseiland duidelijk te herkennen. Ondanks het feit dat het eiland nu militair gebied was, bleef men het in vredestijd gebruiken als bleekveld – en niet alleen voor privégebruik. Twee schilderingen van kapitein G. van den Heuvel uit 1793/94 laten zien dat sommige kortspoelders (linnenwevers) er hun stoffen opspanden en bleekten, waarbij de doeken besprenkeld werden met sterk verdunde zuren (afbeelding rechtsboven).
Na de opheffing van de vesting Maastricht in 1867 begon de ontmanteling. Eerst werden de stadsmuur en de stadspoorten gesloopt; daarna volgden de buitenwerken, waarbij de aandacht allereerst uitging naar het uit de weg ruimen van obstakels voor de toekomstige expansie van woonwijken, industrie en infrastructuur. Daardoor bleven de vestingwerken op het Sint-Antoniuseiland nog even gespaard.

### Slechting en afgraving

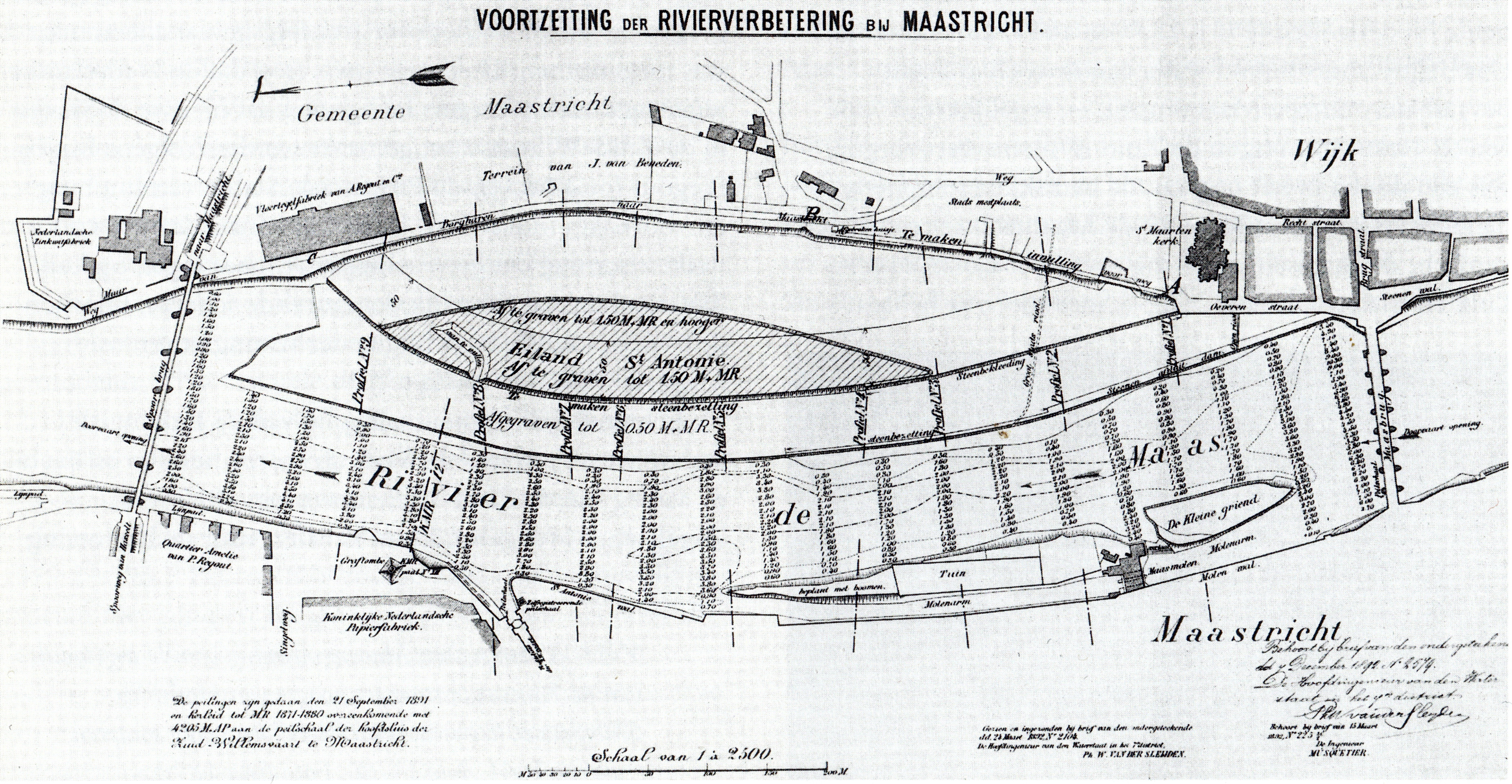
Bestek "rivierverbetering" van Rijkswaterstaat, 1892. Het afgraven van het eiland was toen al enige tijd bezig. Te zien is welk deel van het eiland 'behouden' bleef

In 1880 hadden grote delen van Maastricht last van overstromingen. Het hoogwater was het gevolg van een te geringe doorstroming van de Maas, deels veroorzaakt door het slopen van de stadswallen, deels door de beperkte doorlaatcapaciteit van de brug. In 1884 werd besloten het Sint-Antoniuseiland af te graven, deels om de doorstroming te bevorderen, deels ook om de bevaarbaarheid van de rivier te verbeteren. De Maas had in de loop van de negentiende eeuw haar betekenis voor de scheepvaart verloren, onder andere door de aanleg van de Zuid-Willemsvaart (1826) en het Kanaal Luik-Maastricht (1853). Aan het eind van de negentiende eeuw ontstond de behoefte om de zo goed als onbevaarbare rivier weer geschikt te maken voor de scheepvaart, onder andere met het oog op het kolentransport vanaf de toekomstige Zuid-Limburgse kolenmijnen. Tot de noodzakelijk geachte maatregelen behoorde, naast het afgraven van de Maaseilanden, ook het vervangen van de middeleeuwse Sint Servaasbrug, maar de vernietiging daarvan werd uitgesteld en later teruggedraaid.
Meteen nadat het besluit tot afgraving was genomen, werd een begin gemaakt met de slechting van het bastion Aylva en de twee overgebleven redoutes op het Sint-Antoniuseiland. Het afgraven van het eiland zelf was in 1895 grotendeels voltooid. De geul tussen het eiland en het vasteland werd opgevuld met de vrijgekomen aarde, waardoor de Maasoever een stuk naar het westen opschoof. Een klein deel van het eiland bleef behouden, maar onherkenbaar als eiland. Het nieuwe gebied werd de Griend genoemd, naar een oude benaming voor het verdwenen eiland. De kanaliseringswerkzaamheden van de Maas tussen Visé en Maastricht duurden nog tot na de Eerste Wereldoorlog. Stroomafwaarts van Maastricht gebeurde dat pas in de jaren 1920 en 30 (zie Maasverbetering).
De Griend lag zeker een halve eeuw braak, als restgebied waar men niet goed raad mee wist. Van 1953 tot 1966 was er een helihaven van de luchtvaartmaatschappij Sabena gevestigd. Van 1973 tot 1991 stond hier de Eurohal, een voorloper van het MECC. In 1999 werd het Griendpark geopend, met daaronder een parkeergarage.

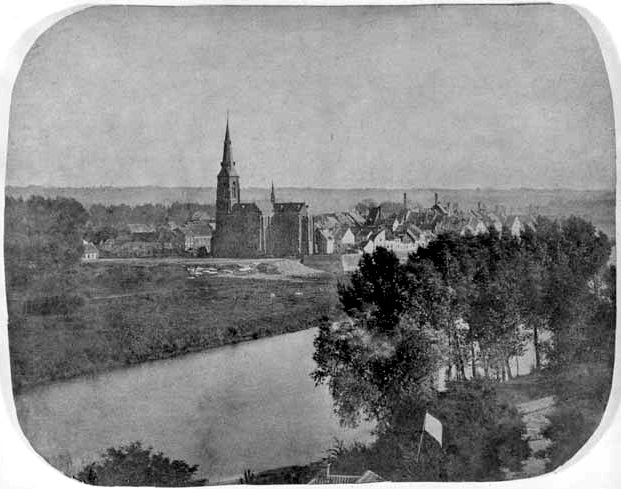
Maas en Sint-Antoniuseiland, gezien vanuit het noorden, 1870
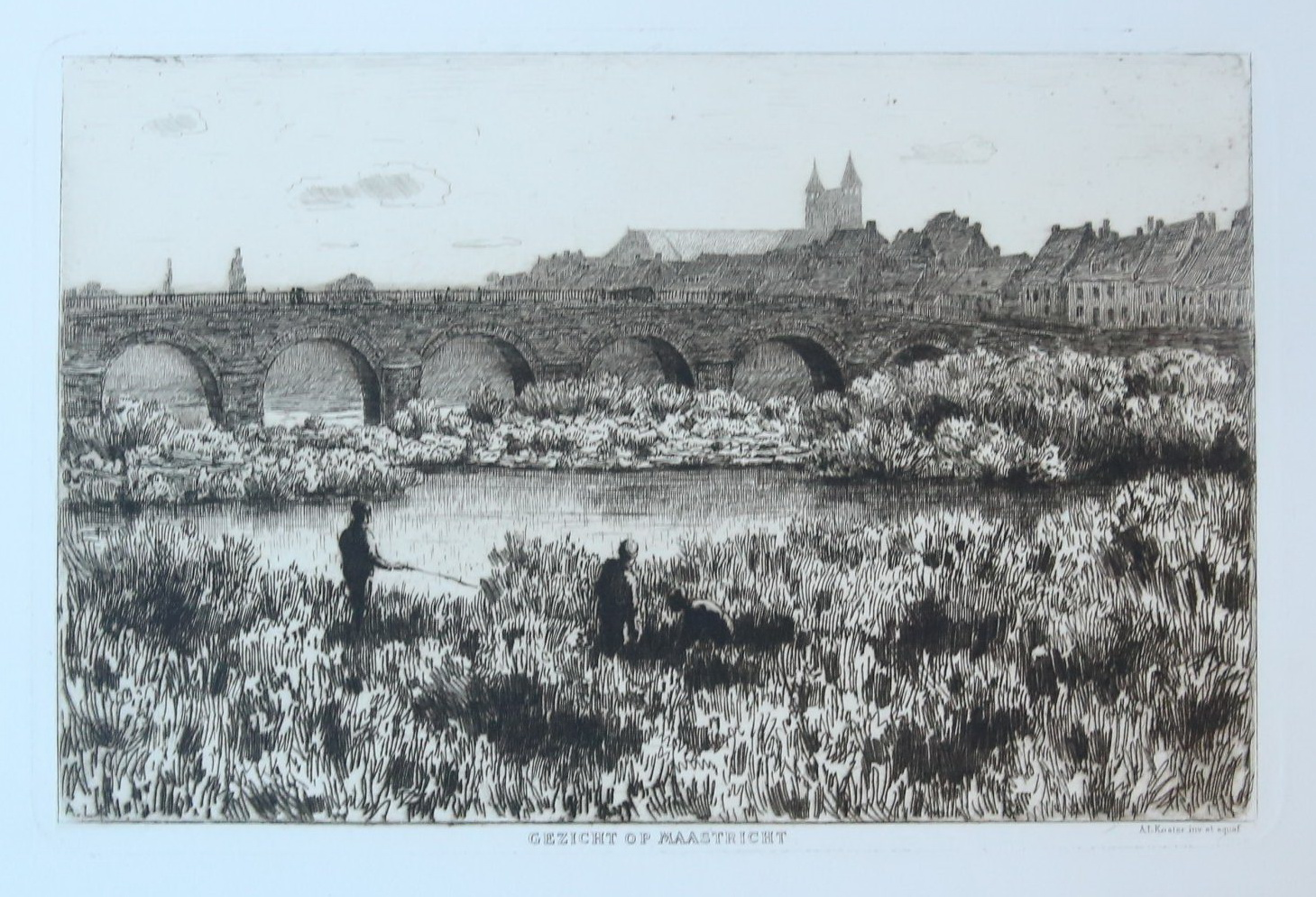
Gezicht vanaf het eiland op de Maasbrug, ets door A.L. Koster, ca. 1880-1890
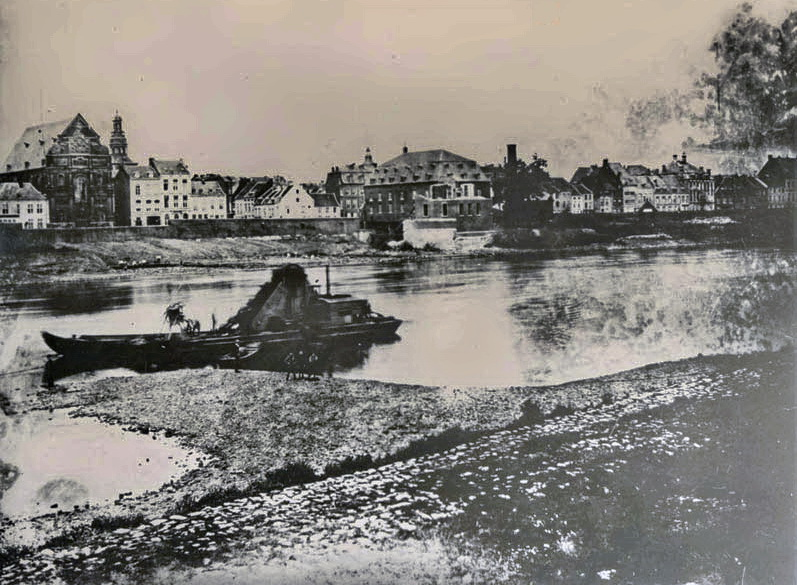
Baggerschip bij Kleine Griend, 1895
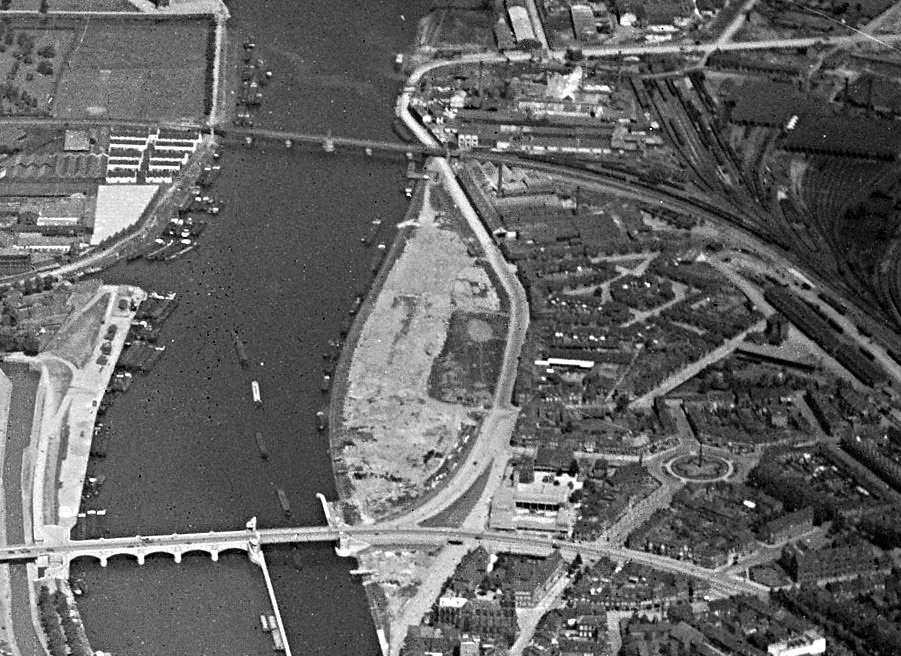
Onbebouwde Griend op een luchtfoto, 1934

## Restanten, erfgoed

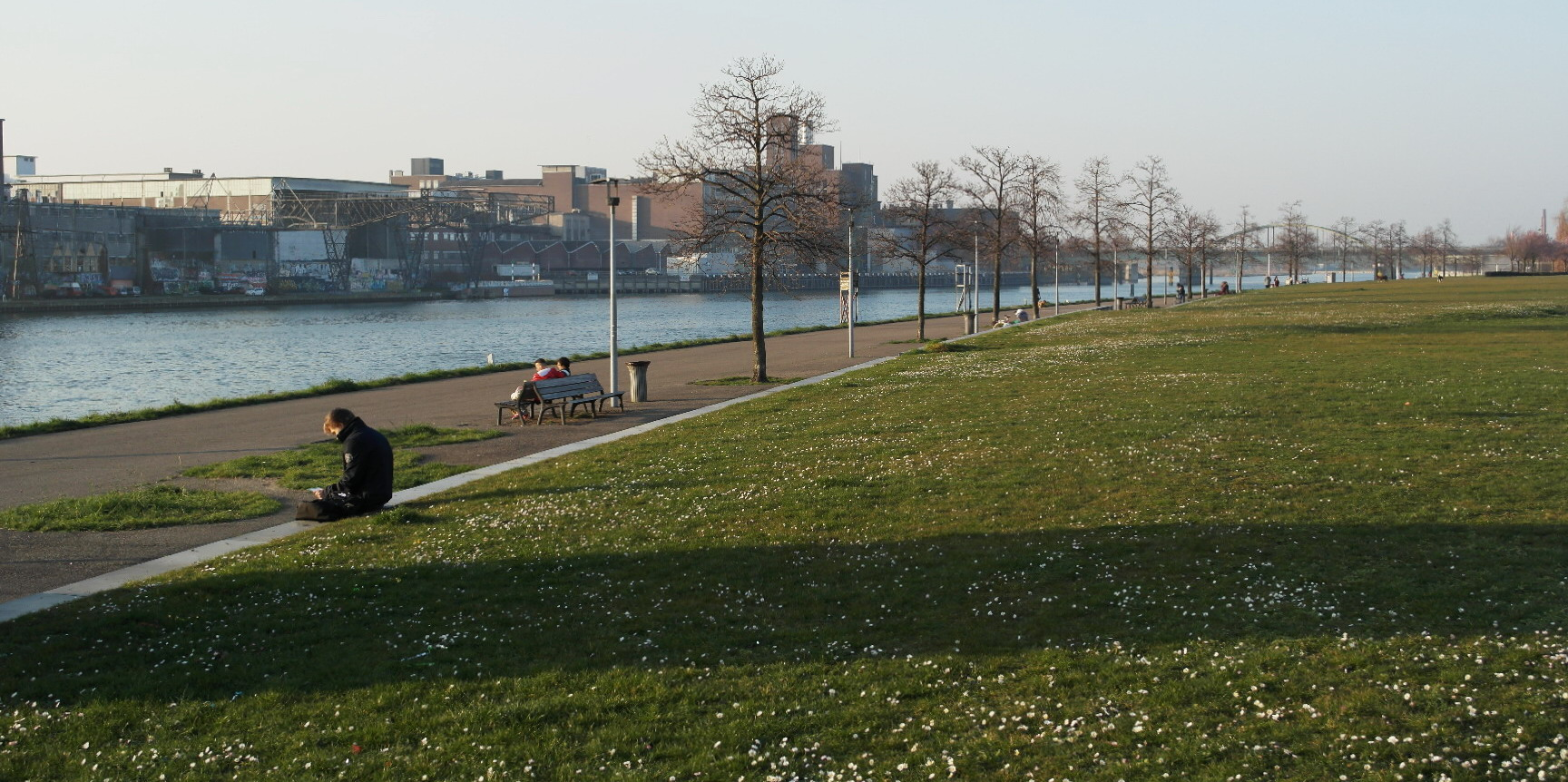
Het Griendpark in 2014. Het wandelpad en een deel van het gazon zijn aangelegd op het restant van het Sint-Antoniuseiland

Van het voormalige eiland resteert alleen het oostelijk deel, dat tegenwoordig het westelijk deel van het Griendpark vormt. Ook de naam van het park en de straatnaam Griend verwijzen naar de historische benaming voor het eiland.
Van de vestingwerken is slechts een naamsteen van het bastion Aylva bewaard gebleven. Deze is op een onbekend tijdstip geplaatst in een plantsoen op de hoek van de Sint Hubertuslaan en de Aylvalaan, wellicht vanwege de naamsovereenkomst. De plaatsing van de steen in deze buurt is enigszins verwarrend omdat hier in de achttiende en negentiende eeuw de lunetten van Aylva lagen. De gedenksteen van Naamse steen draagt het opschrift: "Bastion · Aylva · Aengelegt in t'jaer 1753 · Onder de directie van den · Directeur · De La Rive".
Slechts enkele tekeningen, aquarellen en schilderingen uit de late achttiende en negentiende eeuw geven een impressie van het Sint-Antoniuseiland. Schrijnend is het ontbreken van foto's die het eiland als hoofdonderwerp hebben. Voorafgaand aan de sloop en afgraving zijn geen opmetingen verricht, noch zijn er foto's, tekeningen of plattegronden vervaardigd, zoals bij sommige vestingwerken wel gebeurde. Zo verdween het eiland vrijwel geruisloos uit het zicht van de Maastrichtenaren, die er eeuwenlang op uitgekeken hadden.